# Albert County
Der Albert County liegt im Südosten der kanadischen Provinz New Brunswick an der Atlantikküste. Größte Stadt des Countys ist Riverview, wo auch der Countysitz liegt. Die Einwohnerzahl beträgt 29.158 (Stand: 2016).
2011 hatte der County 28.846 Einwohner auf einer Fläche von 1.806,54 km². Der County ist benannt nach dem Ehemann von Queen Victoria Albert von Sachsen-Coburg und Gotha.

## Städte und Gemeinden
| Name             | Status     | Fläche km² | Einwohner | Ew./km² |
| ---------------- | ---------- | ---------- | --------- | ------- |
| Riverview        | Kleinstadt | 33,88      | 19.128    | 564,6   |
| Hillsborough     | Dorf       | 12,98      | 1.350     | 104,0   |
| Riverside-Albert | Dorf       | 3,41       | 353       | 103,4   |
| Alma             | Dorf       | 47,64      | 232       | 4,9     |